# رونالد إيلوسما
رونالد إيلوسما (بالفرنسية: Ronald Elusma)‏ (8 سبتمبر 1993 ببيتيت ريفيري دي أرتيبونيت في هايتي - ) هو لاعب كرة قدم هايتي في مركز حراسة المرمى. شارك مع منتخب هايتي لكرة القدم. أما مع النوادي، فقد لعب مع América des Cayes ‏ وVictory SC ‏.

## وصلات خارجية
- رونالد إيلوسما على موقع قاعدة بيانات كرة القدم.إي يو (الإنجليزية)
- رونالد إيلوسما على موقع Soccerway.com (الإنجليزية)